# Questopogon guttatus
Questopogon guttatus là một loài ruồi trong họ Asilidae. Questopogon guttatus được Daniels miêu tả năm 1976. Loài này phân bố ở miền Australasia.